# Wilhelm Heinrich Wackenroder
Wilhelm Heinrich Wackenroder (Berlino, 13 luglio 1773 – Berlino, 13 febbraio 1798) è stato uno scrittore e giurista tedesco.
Wackenroder è da considerarsi insieme a Ludwig Tieck l'iniziatore del romanticismo tedesco.
Il dualismo tra ideale e reale, tra forma e contenuto, è vissuto in modo drammatico da Wilhelm Heinrich Wackenroder.
Dotato di una finissima sensibilità artistica, Wackenroder fu sempre e pienamente consapevole dei limiti della propria capacità espressiva. Da questo senso del proprio limite nasce la sua concezione estetica, la prima che nell'ambito del romanticismo tedesco possa essere definita pienamente romantica da ogni punto di vista.
La sua opera, fondata sul misterioso e sull'irrazionale, che risolvono il problema estetico nel sentimento, rispecchia, infatti, compiutamente i contenuti e le categorie della prima generazione dei romantici tedeschi.
Wackenroder ammira la genialità artistica, la cui grandezza considera mistero.
In questo può essere bene identificato in alcune figure proposte nella sua opera principale Herzensergießungen eines kunstliebenden Klosterbruders, Berlino 1796 (tradotto come Gli sfoghi del cuore di un monaco amante dell'arte). Lo scolaro Antonio, che ammira, senza riuscire a definirla razionalmente, la grandezza di Raffaello Sanzio. Oppure il musicista Joseph Berglinger, la cui profonda sensibilità rimane frustrata dalla propria tecnica espressiva.
L'incomprensibilità del genio diventa per Wackenroder un irrazionalismo sentimentale, lontano dall'impetuosa passionalità dello Sturm und Drang. Al caotico e travolgente dinamismo interiore degli Stürmer sostituisce un movimento “leggero, quasi giocoso”, anticipazione di quel senso del vago e dell'infinito che sarà uno dei motivi dominanti del Romanticismo.
Le Herzensergießungen eines kunstliebenden Klosterbruders sono una raccolta di nove saggi il primo dei quali, Raphaels Erscheinung (“La visione di Raffaello”), si inizia in polemica contro coloro che vorrebbero spiegare l'arte secondo regole e canoni prestabiliti, negando così il “mistero” dell'ispirazione artistica, nella quale non vogliono vedere “i chiari segni... dell'impronta del dito di Dio”.
Raffaello è un esempio di come l'artista stesso non sappia spiegarsi l'“innato stimolo” che lo tiene “in continua ed attiva tensione”. L'arte è prerogativa di “pochi spiriti eletti” e vive dell'ispirazione divina di un momento. L'individualità geniale e la determinazione trascendente escludono ogni possibilità di essere imparata o insegnata (e naturalmente alla maturazione di questo concetto molto contribuì l'esperienza personale di Wackenroder).
“L'arte non si impara e non può essere insegnata, ma... la sua vena, se è condotta e indirizzata per uno stretto sentiero, indomita sprizza fuori dall'anima dell'artista”.
L'immediatezza dell'espressione artistica ripropone la questione del rapporto tra forma e contenuto, che viene risolta da Wackenroder in senso tipicamente romantico. L'ispirazione divina permette infatti al grande artista di superare l'antitesi (che rimane invece drammaticamente irrisolta nell'uomo comune), raggiungendo un'immediata e completa aderenza dell'espressione all'ispirazione.
Vediamo questo concetto espresso nelle parole di Raffaello nelle Herzensergießungen: “durante il lavoro io ho pensato assai più al soggetto che al modo in cui volevo rappresentarlo”. L'unica regola, o meglio aspirazione, per l'artista è la genuina originalità, cioè la reale sincerità dell'ispirazione. Sembrerebbe di trovarsi di fronte alla completa rottura con il classicismo di cui in realtà Wackenroder, che aveva studiato approfonditamente Winckelmann, conferma, soprattutto in un primo momento, il concetto di arte imitativa. L'artista è una sorta di demiurgo platonico che forgia le sue opere imitando l'idea innata che nel suo caso à l'ispirazione divina. Rimane, però, il carattere essenzialmente romantico di un'estetica sentimentale, che rifiuta decisamente ogni canone e spiegazione per dare spazio all'irrazionalismo e al mistero. Ideale proprio in quanto non spiegabile.
Non manca nella figura di Joseph Berglinger una critica alla Germania del suo tempo, la cui realtà sociale è presentata come un limite all'ideale dell'artista: “ma il peggio sono le relazioni in cui l'artista si trova impigliato. Fra tutte la ributtante invidia e la malignità, le piccole ed odiose costumanze, e gli incontri, e la subordinazione dell'arte alla volontà della corte...”. Si consuma così nelle pagine del racconto Das merkwürdige musikalische Leben des Tonkünstlers Joseph Berglinger il dramma tra ideale e reale della vicenda interiore dell'artista anche in riferimento alla dimensione storica. È questa un'altra tematica tipica del romanticismo tedesco che Wackenroder non manca di cogliere.
L'avvicinamento di Wackenroder alla mistica orientale e l'identificazione della vita con il sogno non sono fumose e astratte costruzioni romantiche, ma piuttosto conseguenze logiche nello sviluppo della sua teoria estetica. L'oriente, “patria di tutte le meraviglie” è il luogo ideale per la concezione artistica di Wackenroder. I grandi santoni, i “meravigliosi ricettacoli di un genio superiore”, costituiscono la compiuta realizzazione di un'estetica mistico-sentimentale. Veri e propri artisti dello spirito, liberati dell'”involucro terrestre”, si realizzano in una visione cosmica, immagine dell'assoluto romantico “... il genio si perse nel firmamento infinito”.
Nei suoi saggi Wackenroder parla soprattutto della pittura e della musica mentre cita raramente la poesia, che peraltro considera capace di creare liberamente, senza nemmeno imitare la natura. La sua sensibilità lo porta a prediligere le espressioni artistiche meno definite, capaci di provocare sensazioni e sentimenti che siano il più possibile immediati. Non di rado, parlandoci di un'opera d'arte, la descrive non nei suoi caratteri esteriori, ma come sentimento da lui provato davanti all'opera stessa. La musica tutto sfugge al materiale e al definito, nella completa aderenza della forma al contenuto, colto da Wackenroder come sentimento. Nella musica il fenomeno coincide con il noumeno, la vita con il “bel sogno”. Proprio in questo senso la musica può assumere valore universale “al di sopra del nostro capo”, divenendo “ironia” e cioè superamento del reale, guardato nell'ideale con obiettiva serenità e superiorità morale. Ecco, dunque, Wackenroder proporre un altro motivo fondamentale e specificatamente caratterizzante il romanticismo tedesco: quell'ironia che consente all'artista romantico di distaccarsi dal proprio lavoro, nel senso in cui sopra si è detto, per poterlo giudicare criticamente. La stessa ironia che salva la Sehnsucht (nostalgia) romantica dal precipizio del sentimentalismo, salvaguardandone contenuti e orizzonti.
Nella tavolozza romantica di Wackenroder non poteva mancare la “malinconia”. Raffaello, quando rimaneva irrealizzata la sua tensione all'ideale, “diventava tutto malinconico”. Ma quando nella produzione artistica si raggiunge l'ideale, allora la malinconia è superata.
Sogno, esotismo, malinconia non hanno in Wackenroder la funzione di distacco e isolamento dalla realtà. Sono piuttosto il rifiuto di una prospettiva storica limitata e limitante. L'organicità e la continuità della storia portano Wackenroder alla comprensione critica, anche se spesso esclusivamente estetica, del suo tempo. Al suo spirito “non mancano le ali per volare intorno a tutta la circonferenza terrestre”. Anche la storia è considerata sempre in chiave estetica. Così la rivalutazione del Medioevo, motivo romantico di riscoperta e di presa di coscienza del Geist del popolo, diventa per Wackenroder ammirazione per Dürer, Hans Sachs, Pirkeim, Kraft.
In particolare lo affascina la figura di Dürer, “semplice, serio, diritto e forte nell'anima tedesca” (dal saggio Phantasien über die Kunst), pur se antitetico, o forse proprio perché antitetico, all'altro suo grande pittore ideale: Raffaello Sanzio.
Tale dualismo di gusto estetico non deve stupire. È, anzi, per molti versi caratteristico della nuova sensibilità romantica, che al “bello” accosta il “brutto” e il “sublime”. L'abilità geniale, infatti, consiste proprio nel “saper trarre oro da tutte le cose, anche dalle meno stimate e dalle più piccole”. Questo stesso carattere estetico si ritrova nella concezione religiosa di Wackenroder. È sempre in bilico tra credo protestante e credo cattolico, che gli si presentano come contrapposizione dualistica di tradizioni culturali ed estetiche. Eppure arte e religione, considerate in tutto il romanticismo tedesco e in particolare nell'idealismo hegeliano come momenti antitetici (soggettivo uno, oggettivo l'altro) di contatto con l'assoluto, trovano invece nell'estetica di Wackenroder un'organica compenetrazione. L'ispirazione divina che è alla base della grandezza artistica è un fattore che supera il limite spazio-temporale per fondersi piuttosto con il “carattere” dell'artista. Il bello, il sublime, il brutto sono, quindi, alla portata dello “spirito eletto” in ogni manifestazione della realtà. Wackenroder anche in questo caso sottolinea ancora una volta i propri limiti artistici: “il rumore del vento tra le cime della foresta e il rombo del tuono mi hanno raccontato misteriose cose di Lui che non so ridire con parole”.
Se, dunque, il prodotto artistico è privilegio di pochi geni, ogni uomo sente però la grandezza misteriosa dell'arte e questo stesso sentimento è, con la natura, il messaggio di Dio all'umanità: “l'arte esercita una meravigliosa potenza sul cuore dell'uomo, per vie oscure e misteriose”.